# Florida (Massachusetts)
Florida és una població dels Estats Units a l'estat de Massachusetts. Segons el cens del 2000 tenia 676 habitants.

## Demografia
Segons el cens del 2000, Florida tenia 676 habitants, 265 habitatges, i 196 famílies. La densitat de població era de 10,7 habitants/km².
Dels 265 habitatges en un 32,8% hi vivien nens de menys de 18 anys, en un 65,7% hi vivien parelles casades, en un 4,9% dones solteres, i en un 25,7% no eren unitats familiars. En el 22,6% dels habitatges hi vivien persones soles el 9,8% de les quals corresponia a persones de 65 anys o més que vivien soles. El nombre mitjà de persones vivint en cada habitatge era de 2,55 i el nombre mitjà de persones que vivien en cada família era de 2,99.
Per edats la població es repartia de la següent manera: un 25,1% tenia menys de 18 anys, un 4,3% entre 18 i 24, un 30,8% entre 25 i 44, un 25,9% de 45 a 60 i un 13,9% 65 anys o més.
L'edat mediana era de 40 anys. Per cada 100 dones de 18 o més anys hi havia 107,4 homes.
La renda mediana per habitatge era de 43.000 $ i la renda mediana per família de 52.500$. Els homes tenien una renda mediana de 32.000 $ mentre que les dones 23.906$. La renda per capita de la població era de 16.979$. Entorn del 3,3% de les famílies i el 5,8% de la població estaven per davall del llindar de pobresa.